# Hwaebul Sports Club
Hwaebul (kor. 홰불) – koreański klub piłkarski z Pjongjangu w KRLD.
Drużyna powstała w maju 2013 roku jako drużyna piłkarska Socjalistycznej Ligi Młodzieży im. Kim Il Sunga. Nazwę Hwaebul, czyli Pochodnia, nadał jej przywódca Kim Dzong Un.
W swoim pierwszym sezonie klub prawdopodobnie zajął trzecie miejsce, a w następnym sezonie został mistrzem KRLD.
W 2017 roku drużyna zajęła trzecie miejsce w rozgrywkach ligowych.

## Sukcesy
| \| \| Zdobyte trofea w rozgrywkach Korei Północnej (stan na: 2017 r.) \| |                                                                 |         |             |
| Rozgrywki                                                                | Osiągnięcie                                                     | Razy    | Sezon(y)    |
| Mistrzostwo                                                              | I miejsce                                                       | 1 lub 2 | 2014, 2016? |
| Mistrzostwo                                                              | II miejsce                                                      | -       |             |
| Mistrzostwo                                                              | III miejsce                                                     | 2       | 2013, 2017  |
| Korea Północna                                                           | Zdobyte trofea w rozgrywkach Korei Północnej (stan na: 2017 r.) |         |             |